# Nottfeld
Nottfeld település Németországban, Schleswig-Holstein tartományban. Lakosainak száma 117 fő (2023. december 31.).

## Népesség
A település népességének változása:
| Lakosok száma | 178  | 141  | 124  | 119  | 113  | 116  | 117  |
|               | 1975 | 2014 | 2017 | 2019 | 2021 | 2022 | 2023 |